# Eugenia prasina
Eugenia prasina är en myrtenväxtart som beskrevs av Otto Karl Berg. Eugenia prasina ingår i släktet Eugenia och familjen myrtenväxter. IUCN kategoriserar arten globalt som sårbar. Inga underarter finns listade i Catalogue of Life.